# Wild Turkey

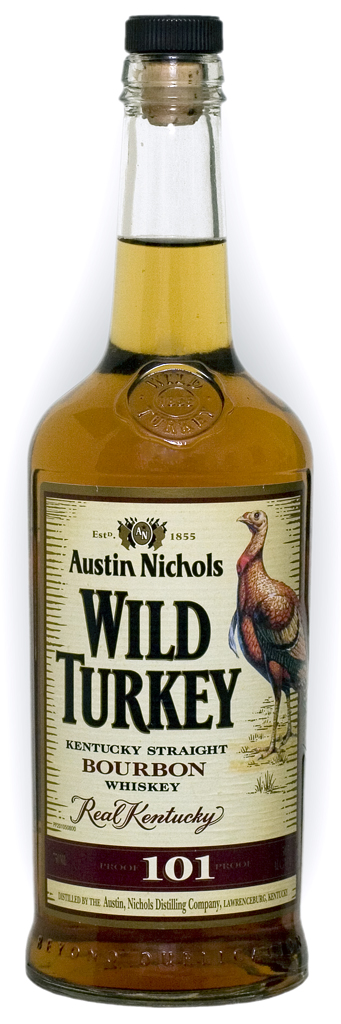
En flaska Wild Turkey.

Wild Turkey, även känd som Dirty Bird, är en amerikansk bourbonwhiskey från Kentucky. Varumärket ägs av Camparigruppen.